# Semaprochilodus laticeps
Semaprochilodus laticeps, conocido popularmente como sapoara, yaraqui es una especie de pez de la familia Prochilodontidae en el orden de los Characiformes. Este pez es abundante en el tramo del río Orinoco que pasa por el estado Bolívar en Venezuela durante el mes de agosto. En Bolívar este pez es una fuente de alimento popular y existe un mito sobre el consumo de esta.
Se diferencia de Semaprochilodus kneri porque tiene más de siete bandas en cada lóbulo de la caudal.

## Morfología
Su cuerpo es romboidal comprimido lateralmente y engrosado a la mitad del cuerpo, su cuello alto y comprimido, su boca protáctil, y sus dientes finos, capaces de roer algas. Gran parte de su cuerpo es plateado, con escamas muy reflectantes y una aleta caudal de color anaranjado más vivo en las machos. Se alimenta de detritos. Los machos pueden llegar alcanzar los 44 cm de longitud total.

## Hábitat y distribución geográfica
Es un pez de agua dulce y de  clima tropical. Se encuentran en Sudamérica, en la cuenca del río Orinoco, de donde son endémicos. Realizan migraciones estacionales y son de gran importancia para el consumo local.

## Mito
En Venezuela, existe el mito de que si un turista llega a ciudad Bolívar y se come la cabeza de este pez se enamorará de una guayanesa (mujer del estado de Bolívar) y estará condenado a quedarse viviendo ahí por el resto de su vida.